# Litorhina vernayi
Litorhina vernayi är en tvåvingeart som först beskrevs av Hesse 1956.  Litorhina vernayi ingår i släktet Litorhina och familjen svävflugor.
Artens utbredningsområde är Botswana. Inga underarter finns listade i Catalogue of Life.